# Национальные имущества
Национальные имущества (фр. Biens nationaux) — в революционной Франции конфискованные, в силу постановлений Национального собрания и Конвента, и объявленные национальной собственностью имущества церкви и эмигрантов. Включали земли, здания, ренты с земель и проч.
По декрету от 2 ноября 1789 года была конфискована собственность церкви и духовенства; начиная с 30 марта 1792 года конфисковывалась собственность эмигрантов, ссыльных, казнённых и других лиц. Декрет от 27 июля 1792 года разрешил продажу национальных имуществ, что способствовало росту спекуляции и возникновению так называемых «чёрных банд».

## Предыстория
Конфискация, произведённая во время революции, не была делом новым. Канцлер Дюпра предлагал Франциску I завладеть церковными имуществами под тем предлогом, что они составляют часть королевских доменов. Такое же предложение сделано было в XVIII веке при Людовике XV. Целиком оно принято не было, но частично его пытались применить путём, например, ограничений в приобретении церковью новых земель (эдикт 1749 г.) или даже всецело, по отношению к землям иезуитского ордена, которые были конфискованы в 1764 г. и проданы в пользу государства.
Вопрос о конфискации церковных имуществ был затронут и в литературе XVIII века; «Энциклопедия» рекомендовала конфискацию церковных земель — для блага и пользы государства. Требование конфискации внесено было и в некоторые из наказов 1789 года.